# Кореопсис низовой
Кореопсис низовой (лат. Coreopsis basalis) — вид травянистых растений рода Кореопсис (Coreopsis) семейства Астровые (Asteraceae).

## Ботаническое описание
Кореопсис низовой — однолетнее кустообразное травянистое растение высотой 60—90 см.
Листья простые у основания, с 3—9 долями выше по стеблю, черешок — 8-35 мм (реже до 120 мм).
Цветоносы длиной 6-15 см. Цветки — от ярко-жёлтого до жёлто-оранжевого (золотистого) цвета с красноватыми отметинами ближе к диску и с красно-коричневым диском. Цветёт весной и в начале лета. Привлекает пчёл и бабочек. Используется в декоративных целях, особенно на востоке США.

## Ареал и местообитание
Растение произрастает на юго-востоке и в центральных южных штатах США. Растёт на песчаных почвах в открытых местах.